# جانبية (فلم)

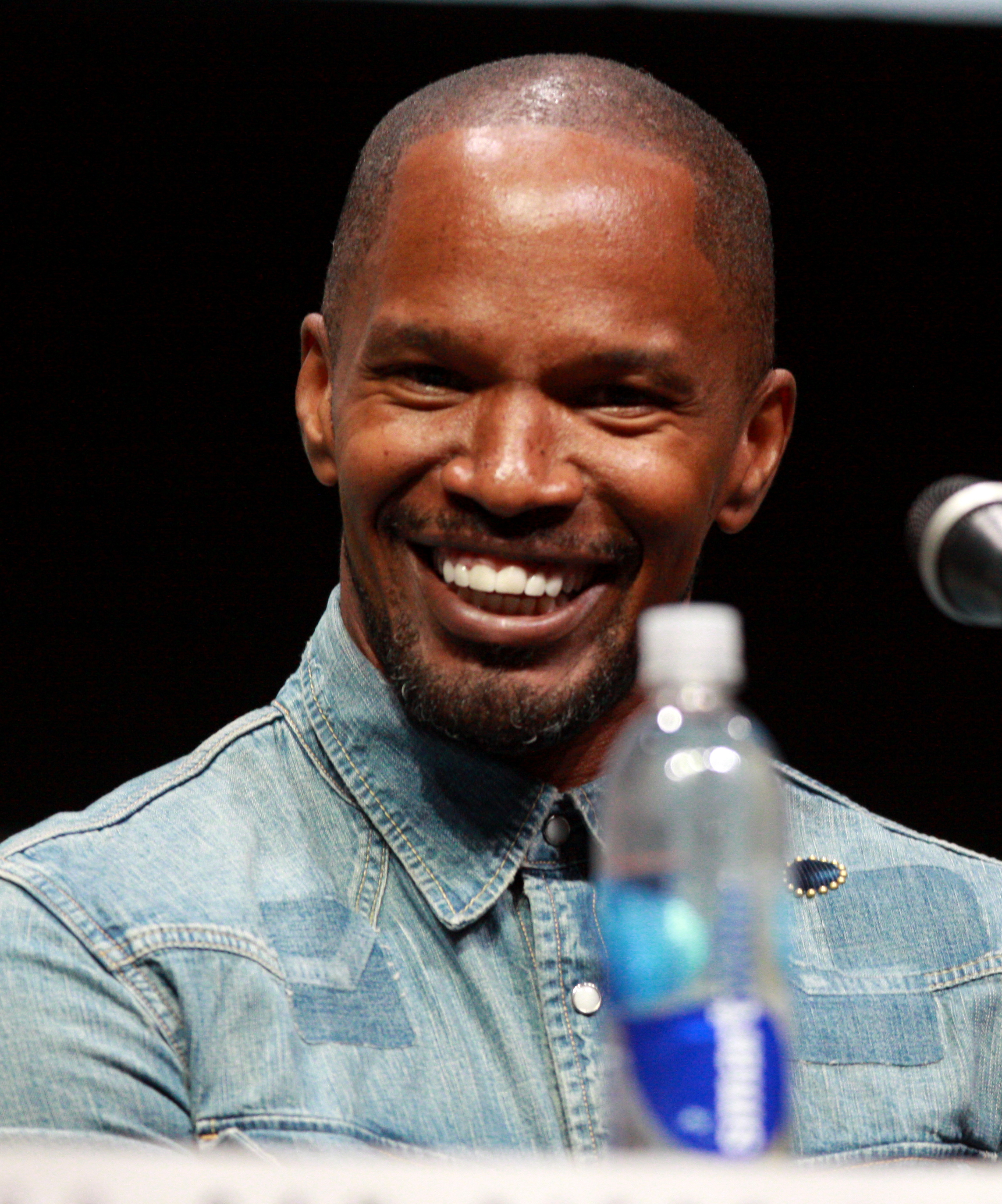
Jamie Foxx' حصل الأداء على إشادة من النقاد، وحصل على ترشيح لجائزة الأوسكار.جائزة الأوسكار لأفضل ممثل مساعد.

كولاتيرال فيلم جريمة من إنتاج سنة 2004 من بطولة توم كروز وجيمي فوكس وإخراج مايكل مان ومن كتابة ستيوارت بيتلي. لاقى الفيلم نجاحاً نقدياً ضخماً، حيث ترشح لجائزتي أوسكار كأفضل مونتاج، وأفضل ممثل مساعد لجيمي فوكس. كما حصل الفيلم على 11 جائزة، بالإضافة إلى 36 ترشيحاً لجوائز أخرى. وبالإضافة لهذا النجاح النقدي جاء النجاح الجماهيري الذي جعل إيرادات الفيلم تصل إلى 217 مليون دولار، بينما لم تتعد ميزانية الإنتاج 65 مليون دولار.

## الاحداث
ماكس دوتشر هو سائق تاكسي في لوس أنجلوس يحاول كسب ما يكفي من المال لبدء عمله الخاص في مجال تأجيرالليموزين والذي يقوم بتأجيله بشكل متكرر. في إحدى الرحلات المسائية، يلتقي بالمدعية الفيدرالية آني فاريل، التي تعمل مع المدعي العام للمنطقة الوسطى من كاليفورنيا. يتبادلان الحديث، وتعطي آني ماكس بطاقتها الشخصية.
الراكب التالي مع ماكس هو فينسنت، الذي يخبره بأنه في لوس أنجلوس لمدة ليلة واحدة فقط لإتمام صفقة عقارية، ويوافق ماكس على نقله إلى عدة مواقع بعد تلقيه مبلغ مالي جيد. أثناء انتظار ماكس في الموقع الأول، يسقط جثة على سيارته. يكشف فينسنت عن نفسه كقاتل مأجور، ويجبر ماكس على إخفاء الجثة في صندوق السيارة ومواصلة القيادة. يصل المحقق في شرطة لوس أنجلوس، راي فانينغ، إلى المكان حيث قام فينسنت بقتل الضحية ويكشف أن الضحية كان مخبراً للشرطة.
في الموقع الثاني، يقيد فينسنت يدي ماكس بعجلة القيادة، ويتعرض ماكس للسرقة من قبل شابين يأخذان حقيبة فينسنت. لكن يل فينسينت قبل مغادرتهما ويقتل الشابين ويستعيد حقيبته. يصل المحقق فانينغ إلى المشرحة في المستشفى ليرى جثث المحامي الجنائي سيلفستر كلارك، الهدف الثاني لفينسنت، والجثتين، ويستنتج أن هذه جرائم من تنفيذ قاتل مأجور.
يأمر فينسنت ماكس بالذهاب إلى نادٍ للجاز للبحث عن هدفه الثالث، دانيال، الذي من المقرر أن يدلي بشهادته ضد عميل فينسنت. يتوسل ماكس إلى فينسنت لإطلاق سراح دانيال، ويقوم فينسنت برهان أن دانيال لن يستطيع الإجابة على سؤال حول مايلز ديفيس. يبدو أن دانيال يجيب بشكل صحيح، لكن فينسنت يقتله بطلقة في الرأس لأنه غير راضٍ عن الإجابة.
بعد معرفة زيارات ماكس الليلية للمستشفى لرؤية والدته، يصر فينسنت على أن يقوم ماكس بزيارتها. في المستشفى، تخبر إيدا بفخر فينسنت أن ماكس يدير شركة ليموزين خاصة به، مما يكشف أن ماكس كان يكذب عليها لنيل رضاها.
مغمورًا بالموقف، يسرق ماكس حقيبة فينسنت ويلقيها على الطريق السريع، حيث يتم تدميرها. يجبر فينسنت ماكس على مقابلة زعيم المخدرات فيليكس رييس-تورينا لاستعادة معلومات عن الهدفين الأخيرين. يتظاهر ماكس بأنه فينسنت ويحصل على المعلومات، لكن رييس-تورينا يأمر رجاله بقتل "فينسنت" إذا لم يُكمل المهمة.
يذهب ماكس مع فينسنت إلى نادٍ ليلي للبحث عن الهدف التالي، بيتر ليم. بينما يسعى فانينغ للعثور على علاقة بين الضحايا الثلاثة، يزور عميل مكتب التحقيقات الفيدرالي فرانك بيدروزا، الذي يحدد أن الضحايا هم شهود في هيئة محلفين كبرى فدرالية ستدين رييس-تورينا في اليوم التالي. يظن بيدروزا أن ماكس هو القاتل المأجور، استنادًا إلى مراقبة مكتب التحقيقات الفيدرالي لماكس وهو يدخل ويخرج من بار رييس-تورينا، ويأمر عملاء المكتب بحماية ليم. في النادي الليلي، يقتل فينسنت رجال رييس-تورينا وليم وحراسه الشخصيين. ينقذ فانينغ ماكس ويهرّبه خارج النادي، لكن فينسنت يطلق النار على فانينغ ويجبر ماكس على العودة إلى التاكسي.
بعد هروبهما، يتجادل ماكس وفينسنت قبل أن يتعمد ماكس صدم السيارة. يهرب فينسنت، لكن ضابط شرطة يحاول القبض على ماكس بعد أن رأى الجثة في صندوق السيارة. يلاحظ ماكس جهاز الكمبيوتر المحمول الخاص بفينسنت، ويكتشف أن الهدف الأخير هو آني. يتغلب ماكس على الشرطي باستخدام مسدس فينسنت ويهرع إلى مبنى مكتب آني.
يستولي ماكس على هاتف أحد المارة ويتصل بآني لتحذيرها، ويحثها على الاتصال بالشرطة. يقوم فينسنت بتسليح نفسه بمسدس من حارس أمن ويطارد آني، لكن ماكس يطلق النار عليه ويصيبه بجروح، ويهرب مع آني سيرًا على الأقدام. يلاحقهما فينسنت إلى قطار المترو. محاصرًا في القطار، يدخل ماكس في تبادل إطلاق نار مع فينسنت. يُصاب فينسنت إصابة قاتلة وينهار على مقعد. ينزل ماكس وآني في المحطة التالية، بينما يواصل فينسنت الميت الركوب وحيدًا في القطار.

## الشخصيات
- توم كروز بدور فنسنت، قاتل مأجور.
- جيمي فوكس بدور ماكس، سائق التاكسي.
- جادا بينكيت سميث بدور آني فاريل.
- مارك رافالو بدور ري فاننيغ.
- بيتر بيرغ
- بروس ماكجيل
- إيرما ب. هول
- Barry Shabaka Henley
- ستيفن كوزولفسكي.[1]
- ريتشارد جونز بدور شرطي الطريق #1
- Klea Scott
- بودي إلفمان
- ديبي مازار
- خافيير باردم
- إيميلو ريفيرا
- Thomas Rosales, Jr.
- جيسون ستاثام

## وصلات خارجية
- الموقع الرسمي
- مقالات تستعمل روابط فنية بلا صلة مع ويكي بيانات